# Fausta Quintavalla
Fausta Quintavalla (ur. 4 maja 1959 w Montechiarugolo) – włoska lekkoatletka, która specjalizowała się w rzucie oszczepem.
Dwukrotna uczestniczka igrzysk olimpijskich – Moskwa 1980 (12. miejsce w finale) i Los Angeles 1984 (nie awansowała do finału). W 1979 oraz 1983 zdobywała srebrne krążki igrzysk śródziemnomorskich. W roku 1983 została wicemistrzynią uniwersjady oraz bez powodzenia startowała w mistrzostwach świata. Mistrzyni Włoch w 1979, 1980, 1981, 1982, 1983, 1984, 1986 oraz 1991 roku. Rekord życiowy: 67,20 (1983).